# Lech Wałęsa
Lech Wałęsa[a] (Popowo, 29 de setembro de 1943) é um estadista polonês, dissidente e ganhador do Prêmio Nobel da Paz que serviu como presidente da Polônia entre 1990 e 1995. Após vencer a eleição de 1990, Wałęsa se tornou o primeiro presidente democraticamente eleito da Polônia desde 1926 e o primeiro presidente polonês eleito pelo voto popular. Eletricista de profissão, Wałęsa se tornou o líder do movimento Solidarność (Solidariedade) e liderou um esforço pró-democrático bem-sucedido, que em 1989 pôs fim ao regime comunista na Polônia e marcou o fim da Guerra Fria.
Enquanto trabalhava no Estaleiro Lenin (hoje Estaleiro Gdańsk), Wałęsa, um eletricista, tornou-se um ativista sindical, pelo qual foi perseguido pelo governo, colocado sob vigilância, demitido em 1976 e preso várias vezes. Em agosto de 1980, ele foi fundamental nas negociações políticas que levaram ao inovador Acordo de Gdansk entre trabalhadores em greve e o governo. Ele foi cofundador do sindicato Solidariedade, cujo número de associados aumentou para mais de dez milhões.
Depois que a lei marcial foi imposta na Polônia e o Solidariedade foi proibido, Wałęsa foi preso novamente. Libertado da custódia, ele continuou seu ativismo e teve destaque no estabelecimento do Acordo da Mesa Redonda que levou às eleições parlamentares polonesas semi-livres de 1989 e a um governo liderado pelo Solidariedade. Ele presidiu a transição da Polônia do socialismo estatal marxista-leninista para uma democracia liberal capitalista de livre mercado, mas seu papel ativo na política polonesa diminuiu depois que ele perdeu por pouco a eleição presidencial polonesa de 1995. Em 1995, ele fundou o Instituto Lech Wałęsa.
Desde 1980, Wałęsa recebeu centenas de prêmios, honrarias e distinções de vários países e organizações em todo o mundo. Ele foi nomeado Personalidade do Ano pela Time (1981) e uma das 100 pessoas mais importantes do século XX pela Time (1999). Ele recebeu mais de quarenta títulos honorários, incluindo da Universidade de Harvard, da Universidade Fordham e da Universidade de Columbia, bem como dezenas das mais altas ordens estaduais, incluindo a Medalha Presidencial da Liberdade, a Grã-Cruz de Cavaleiro da Ordem do Banho e a Grã-Cruz Francesa da Legião de Honra. Em 1989, Wałęsa foi o primeiro estrangeiro não-chefe de Estado a discursar na Reunião Conjunta do Congresso dos EUA. O Aeroporto Gdańsk Lech Wałęsa leva seu nome desde 2004.

## Biografia
Wałęsa nasceu em Popowo, condado de Lipno, na atual voivodia da Cujávia-Pomerânia, então sob ocupação nazista alemã. Seu pai, Bolesław Wałęsa (1909–1945), era um carpinteiro que foi preso e internado em um campo de trabalhos forçados em Młyniec (posto avançado de KL Stutthof) pelas forças de ocupação alemãs antes de Lech nascer. [b] Bolesław voltou para casa depois da guerra, mas morreu dois meses depois de exaustão e doença. A mãe de Lech, Feliksa Wałęsa (nascida Kamieńska; 1915–1976), foi creditada por moldar as crenças e a tenacidade de seu filho.
Após a morte de Bolesław, Feliksa casou-se novamente com seu cunhado, Stanisław Wałęsa (1917–1981), um fazendeiro. Lech tinha três irmãos mais velhos; Izabela (1935–2012), [c] Edward (nascido em 1937) e Stanisław (nascido em 1940); e três meio-irmãos mais novos; Tadeusz (nascido em 1945), Zygmunt (nascido em 1948) e Wojciech (1950–1988). Em 1973, a mãe e o padrasto de Lech emigraram para os EUA por razões econômicas. Eles moravam em Jersey City, Nova Jersey, onde Feliksa morreu em um acidente de carro em 1976 e Stanisław morreu de um ataque cardíaco em 1981. Ambos foram enterrados na Polônia.
Em 1961, Lech se formou na escola primária e profissional nas cidades vizinhas de Chalin e Lipno como eletricista qualificado. Trabalhou como mecânico de automóveis de 1962 a 1964 e, em seguida, embarcou em seu serviço militar obrigatório de dois anos, alcançando o posto de cabo antes de começar a trabalhar em 12 de julho de 1967 como eletricista no Estaleiro Lenin (Stocznia Gdańska im. Lenina), agora denominado Estaleiro Gdańsk (Stocznia Gdańska) em Gdansk.

## Movimento Solidarność

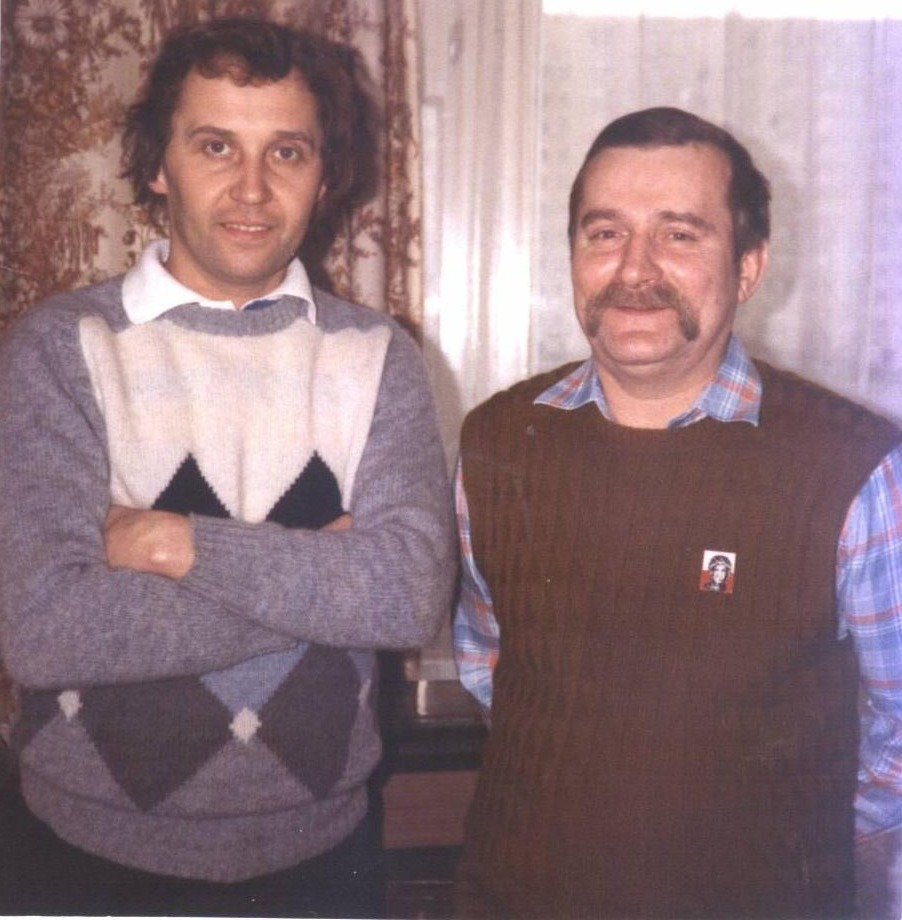
Wojciech Harasiewicz com Lech Wałęsa

Desde o início de sua carreira, Wałęsa se interessou pelas preocupações dos trabalhadores; em 1968, ele encorajou os colegas do estaleiro a boicotar os comícios oficiais que condenavam as recentes greves estudantis. Ele foi um líder carismático, que ajudou a organizar os protestos ilegais de 1970 no estaleiro de Gdańsk, quando os trabalhadores protestaram contra o decreto do governo que aumentava os preços dos alimentos e ele foi considerado para o cargo de presidente do comitê de greve. O resultado das greves, que envolveu a morte de mais de 30 trabalhadores, galvanizou as opiniões de Wałęsa sobre a necessidade de mudança. Em junho de 1976, Wałęsa perdeu o emprego no estaleiro de Gdańsk devido ao seu envolvimento contínuo em sindicatos ilegais, greves e uma campanha para homenagear as vítimas dos protestos de 1970. Depois disso, ele trabalhou como eletricista para várias outras empresas, mas seu ativismo o levou a ser continuamente demitido e a ficar desempregado por longos períodos. Wałęsa e sua família estavam sob vigilância constante da polícia secreta polonesa; sua casa e local de trabalho estavam sempre grampeados. Nos anos seguintes, ele foi preso várias vezes por participar de atividades dissidentes.

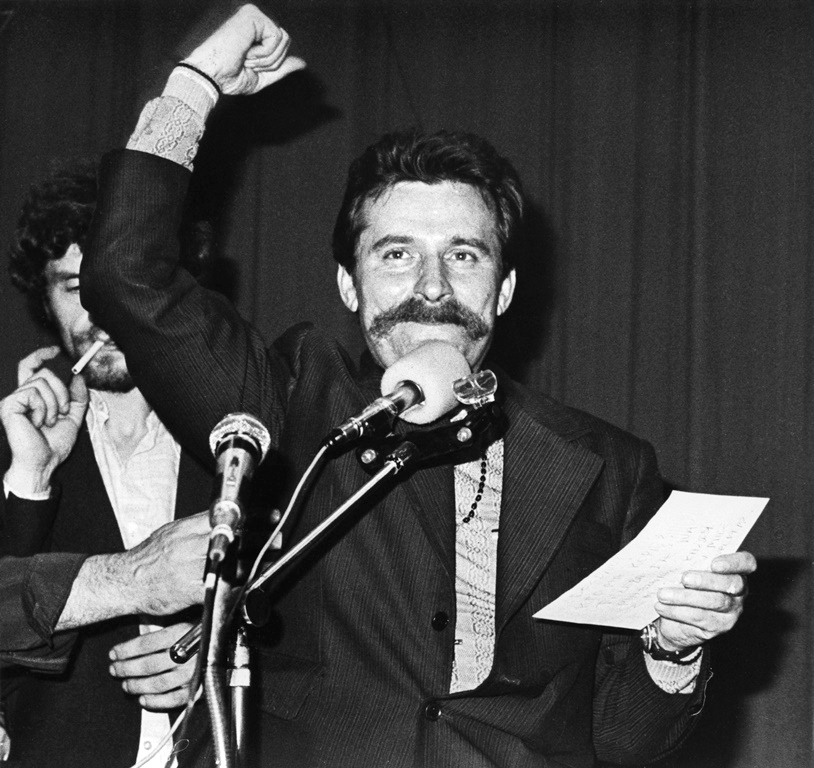
Wałęsa durante a greve no estaleiro Lenin, agosto de 1980

Wałęsa trabalhou em estreita colaboração com o Comitê de Defesa dos Trabalhadores (KOR), um grupo que surgiu para prestar ajuda às pessoas presas após as greves trabalhistas de 1976 e às suas famílias. Em junho de 1978, tornou-se ativista dos sindicatos clandestinos Livres da Costa (Wolne Związki Zawodowe Wybrzeża). Em 14 de agosto de 1980, outro aumento nos preços dos alimentos levou a uma greve no Estaleiro Lenin, em Gdańsk, da qual Wałęsa foi um dos instigadores. Wałęsa escalou a cerca do estaleiro e rapidamente se tornou um dos líderes da greve. A greve inspirou outras greves semelhantes em Gdansk, que depois se espalharam pela Polônia. Wałęsa chefiou o Comitê Interempresarial de Greve, coordenando os trabalhadores de Gdańsk e de outras 20 fábricas na região. Em 31 de agosto, o governo, representado por Mieczysław Jagielski, assinou um acordo (o Acordo de Gdańsk) com o Comitê de Coordenação da Greve. Wałęsa usou uma caneta grande para assinar o acordo, que foi exibido em redes de televisão em todo o mundo. O acordo concedeu aos trabalhadores do estaleiro Lenin o direito à greve e permitiu-lhes formar um sindicato independente. O Comitê de Coordenação da Greve legalizou-se como Comitê Nacional de Coordenação do Sindicato Livre Solidarność (Solidariedade), e Wałęsa foi escolhido como presidente do comitê. O sindicato Solidariedade cresceu rapidamente, chegando a ter mais de 10 milhões de membros — mais de um quarto da população da Polónia. O papel de Wałęsa na greve, nas negociações e no recém-formado sindicato independente rendeu-lhe fama no cenário internacional.

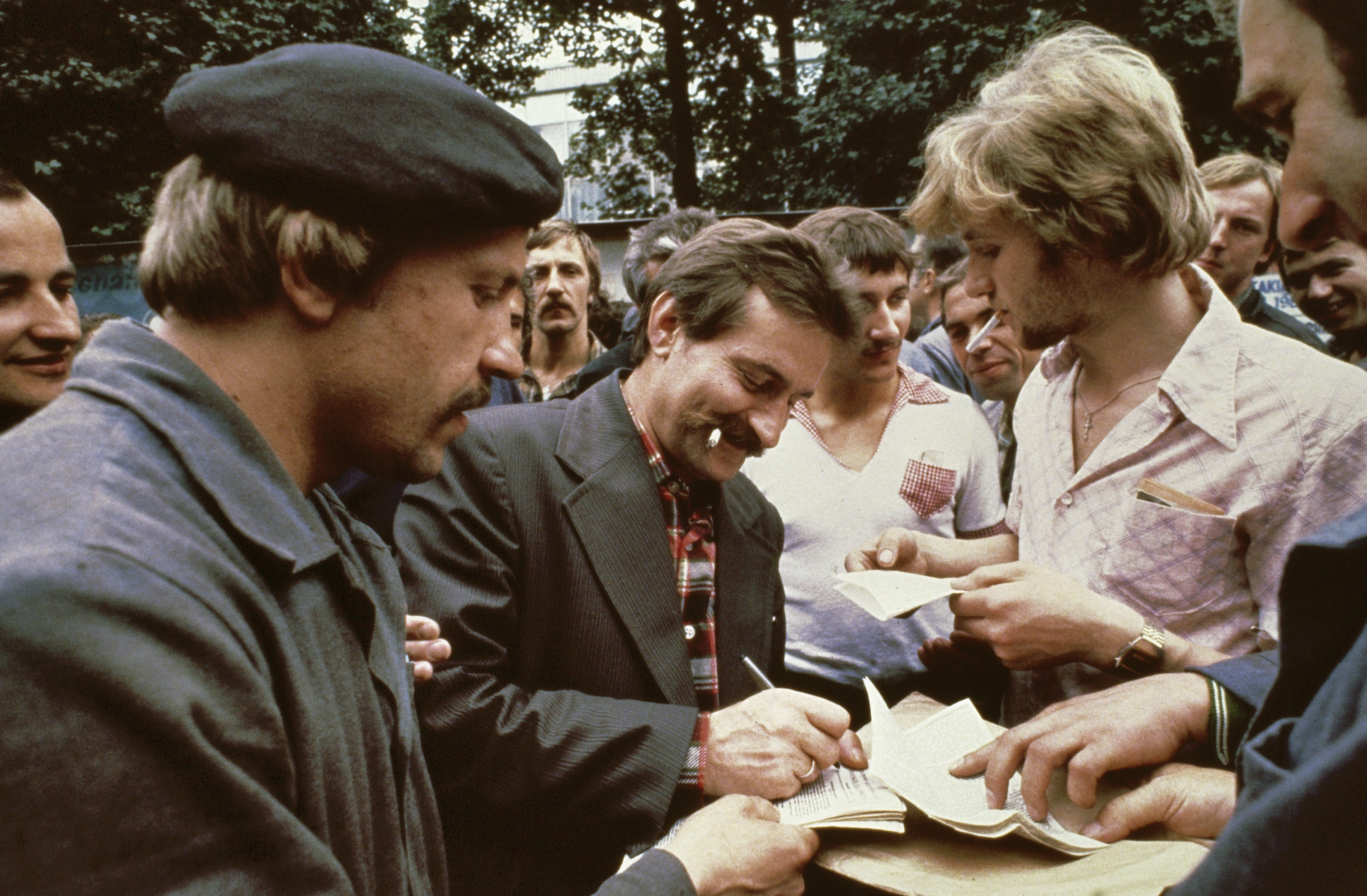
Wałęsa dá autógrafos durante a greve em agosto de 1980

Em 10 de março de 1981, por meio da apresentação de seu antigo superior no exército, Wałęsa encontrou-se com Wojciech Jaruzelski pela primeira vez no prédio de escritórios do Conselho de Ministros por três horas. Durante a reunião, Jaruzelski e Wałęsa concordaram que a confiança mútua era necessária para que os problemas da Polônia fossem resolvidos. Wałęsa disse: "Não é que o nome do socialismo seja ruim. Apenas algumas pessoas estragaram o nome do socialismo". Ele também reclamou e criticou o governo. Jaruzelski informou Wałęsa sobre os próximos jogos de guerra do Pacto de Varsóvia de 16 a 25 de março, esperando poder ajudar a manter a ordem social e evitar comentários antissoviéticos. Jaruzelski também lembrou a Wałęsa que o Solidariedade havia usado fundos estrangeiros. Wałęsa brincou: "Não precisamos levar apenas dólares. Podemos levar milho, fertilizantes, qualquer coisa está bem. Eu disse ao Sr. Kania antes que levaria tudo do inimigo. Quanto mais, melhor, até que o inimigo não estivesse mais enfraquecido".
Wałęsa ocupou o cargo até 13 de dezembro de 1981, quando o general Jaruzelski declarou a lei marcial na Polônia. Wałęsa e muitos outros líderes e ativistas do Solidariedade foram presos; ele ficou encarcerado por 11 meses até 14 de novembro de 1982 em Chylice, Otwock e Arłamów; cidades orientais perto da fronteira soviética. Em 8 de Outubro de 1982, a Solidariedade foi proibida. Em 1983, Wałęsa candidatou-se a regressar ao Estaleiro de Gdańsk como electricista. No mesmo ano, foi-lhe atribuído o Prêmio Nobel da Paz. Ele próprio não conseguiu aceitar, temendo que o governo polaco não o deixasse regressar ao país. Sua esposa Danuta aceitou o prêmio em seu nome.
Até meados da década de 1980, Wałęsa continuou as atividades clandestinas relacionadas com a Solidariedade. Cada edição da principal publicação semanal clandestina, Tygodnik Mazowsze, trazia o seu lema: "A solidariedade não será dividida nem destruída". Após uma amnistia em 1986 para os activistas da Solidariedade, Wałęsa foi co-fundador do Conselho Provisório do Solidariedade NSZZ (Tymczasowa Rada NSZZ Solidarność), a primeira entidade legal aberta da Solidariedade desde a declaração da lei marcial. De 1987 a 1990, ele organizou e liderou o semi-ilegal Comitê Executivo Provisório do Sindicato Solidariedade. Em meados de 1988, ele instigou greves de paralisação de trabalho no estaleiro de Gdansk. Ele foi frequentemente levado para interrogatórios pela polícia secreta polonesa, o Serviço de Segurança, durante a década de 1980. Em muitas dessas ocasiões, Danuta — que era ainda mais anticomunista do que o marido — era conhecida por provocar abertamente os agentes do Serviço de Segurança quando estes prendiam Lech.
Após meses de greves e deliberações políticas, na conclusão da 10ª sessão plenária do Partido Operário Unificado Polaco (PZPR, o Partido Comunista Polaco), o governo concordou em entrar em negociações de mesa redonda que duraram de Fevereiro a Abril de 1989. Wałęsa foi um líder informal do lado não governamental nas negociações. Durante as negociações, ele viajou por toda a Polônia fazendo discursos de apoio às negociações. No final das negociações, o governo assinou um acordo para restabelecer o Sindicato da Solidariedade e organizar eleições semi-livres para o parlamento polaco; de acordo com o Acordo da Mesa Redonda, apenas os membros do Partido Comunista e os seus aliados podiam candidatar-se a 65 por cento dos lugares na câmara baixa, o Sejm.
Em dezembro de 1988, Wałęsa foi co-fundador do Comitê dos Cidadãos da Solidariedade; este era ostensivamente um órgão consultivo, mas na prática era um partido político que venceu as eleições parlamentares em Junho de 1989 . A Solidariedade conquistou todos os assentos no Sejm que estavam sujeitos a eleições livres e todos os assentos, excepto um, no Senado recentemente restabelecido. Wałęsa foi uma das figuras mais públicas do Solidariedade; foi um activista activo, aparecendo em muitos cartazes de campanha, mas não concorreu ao parlamento. Os vencedores da solidariedade nas eleições do Sejm foram chamados de "equipa de Wałęsa" ou "equipa de Lech" porque todos apareceram nos seus cartazes eleitorais com Wałęsa.
Embora ostensivamente fosse apenas presidente do Solidariedade, Wałęsa desempenhou um papel fundamental na política prática. Em agosto de 1989, ele convenceu líderes de partidos anteriormente aliados ao Partido Comunista a formar um governo de coalizão não comunista — o primeiro governo não comunista no Bloco Soviético. O parlamento elegeu Tadeusz Mazowiecki como o primeiro primeiro-ministro não comunista da Polónia em mais de quarenta anos.

## Presidência

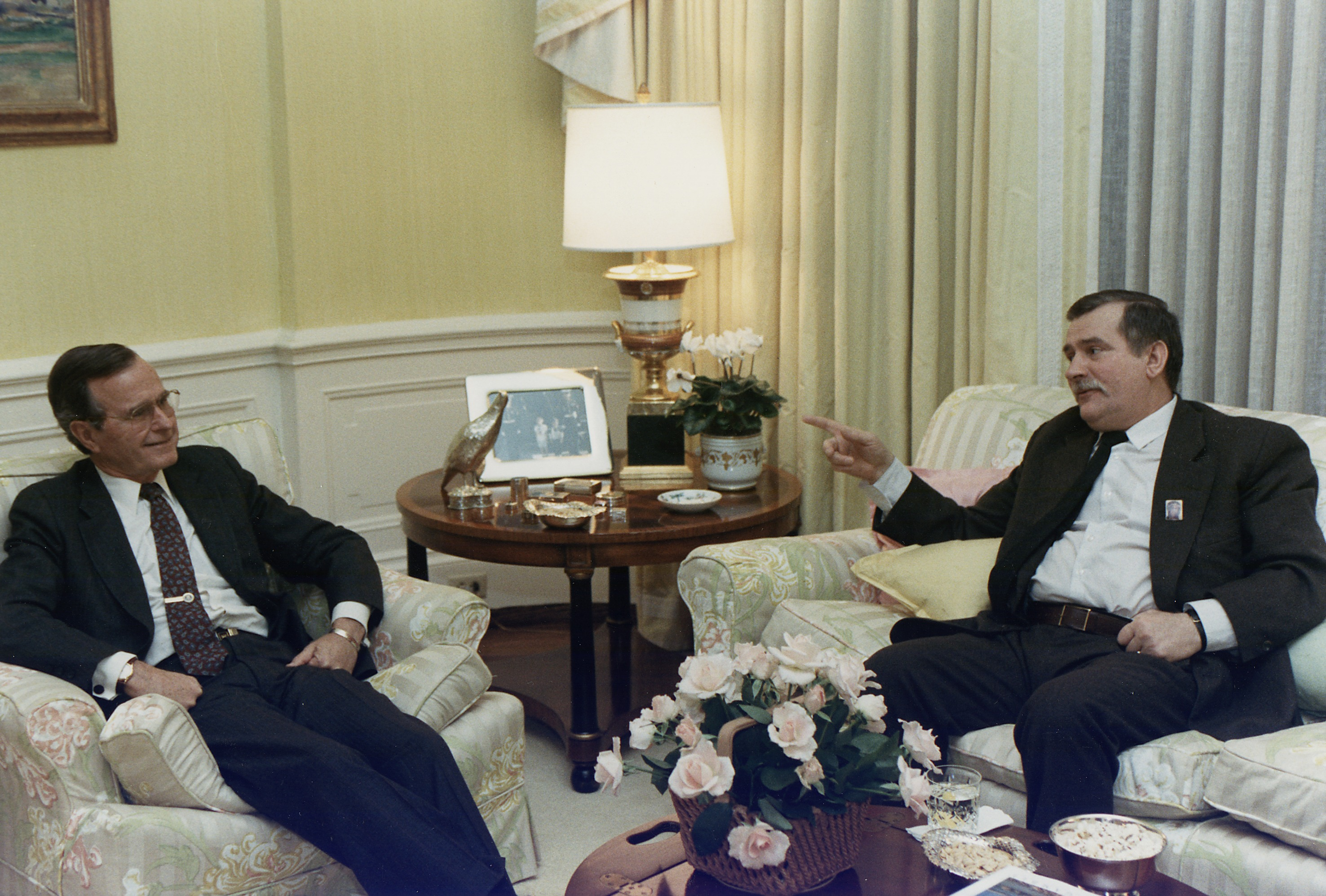
O presidente dos EUA, George H. W. Bush, encontra-se privadamente com Wałęsa, em novembro de 1989.

Após as eleições parlamentares de junho de 1989, Wałęsa ficou desapontado com o facto de alguns dos seus antigos companheiros de campanha terem ficado satisfeitos em governar ao lado de antigos comunistas. Ele decidiu concorrer ao cargo recém-restaurado de presidente, usando o slogan "Não quero, mas tenho que fazer" ("Nie chcę, ale muszę"). Em 9 de dezembro de 1990, Wałęsa venceu a eleição presidencial, derrotando o primeiro-ministro Mazowiecki e outros candidatos para se tornar o primeiro chefe de estado eleito livremente na Polônia em 63 anos e o primeiro chefe de estado não comunista em 45 anos. Em 1993, ele fundou seu próprio partido político, o Bloco Não Partidário de Apoio às Reformas (BBWR); a sigla em polonês do grupo ecoou a do "Bloco Não Partidário de Cooperação com o Governo" de Józef Piłsudski, de 1928 a 1935, também uma organização ostensivamente apolítica.
Durante a sua presidência, Wałęsa viu a Polônia passar pela privatização e pela transição para uma economia de mercado livre (o Plano Balcerowicz), pelas primeiras eleições parlamentares completamente livres da Polónia em 1991, e por um período de redefinição das relações exteriores do país . Ele negociou com sucesso a retirada das tropas soviéticas da Polônia e obteve uma redução substancial nas dívidas externas. Wałęsa apoiou a entrada da Polônia na OTAN e na União Europeia, ambas ocorridas após a sua presidência, em 1999 e 2004, respectivamente. No início da década de 1990, ele propôs a criação de um sistema de segurança sub-regional chamado NATO bis. O conceito foi apoiado por movimentos populistas e de direita na Polônia, mas obteve pouco apoio no exterior; os vizinhos da Polônia, alguns dos quais (por exemplo, Lituânia), haviam recuperado recentemente a independência e tendiam a ver a proposta como neoimperialismo polonês.
Wałęsa foi criticado por seu estilo de confronto e por instigar a "guerra no topo", onde antigos aliados do Solidariedade entraram em confronto uns com os outros, causando mudanças anuais de governo. Este Wałęsa isolou-se cada vez mais na cena política. À medida que perdia aliados políticos, ele passou a ser cercado por pessoas que eram vistas pelo público como incompetentes e desonestas. A difamação durante as campanhas eleitorais manchou a sua reputação. Alguns pensavam que Wałęsa, um ex-eletricista sem formação superior, era muito franco e pouco digno para o cargo de presidente. Outros consideravam-no demasiado errático nas suas opiniões ou queixavam-se de que era demasiado autoritário e que procurava fortalecer o seu próprio poder à custa do Sejm. O conselheiro de segurança nacional de Wałęsa, Jacek Merkel, atribuiu as deficiências da presidência de Wałęsa à sua incapacidade de compreender o cargo de presidente como instituição. Ele era um líder sindical eficaz, capaz de articular o que os trabalhadores sentiam, mas, como presidente, tinha dificuldade em delegar poder ou em navegar na burocracia. Os problemas de Wałęsa foram agravados pela difícil transição para uma economia de mercado; a longo prazo, foi visto como altamente bem-sucedido, mas o governo de Wałęsa perdeu muito apoio popular.
O BBWR de Wałęsa teve um desempenho ruim nas eleições parlamentares de 1993; às vezes seu apoio popular diminuiu para 10 por cento e ele perdeu por pouco a eleição presidencial de 1995, ganhando 33,11 por cento dos votos no primeiro turno e 48,28 por cento no segundo turno contra Aleksander Kwaśniewski, que representava a ressurgente Aliança da Esquerda Democrática (SLD) pós-comunista polonesa. O destino de Wałęsa foi selado pelo seu mau tratamento da comunicação social; nos debates televisados, ele parecia incoerente e rude; em resposta à mão estendida de Kwaśniewski no final do primeiro dos dois debates, ele respondeu que o líder pós-comunista poderia "sacudir a perna". Após a eleição, Wałęsa disse que estava entrando em "aposentadoria política" e seu papel na política tornou-se cada vez mais marginal.

## Pós-presidência

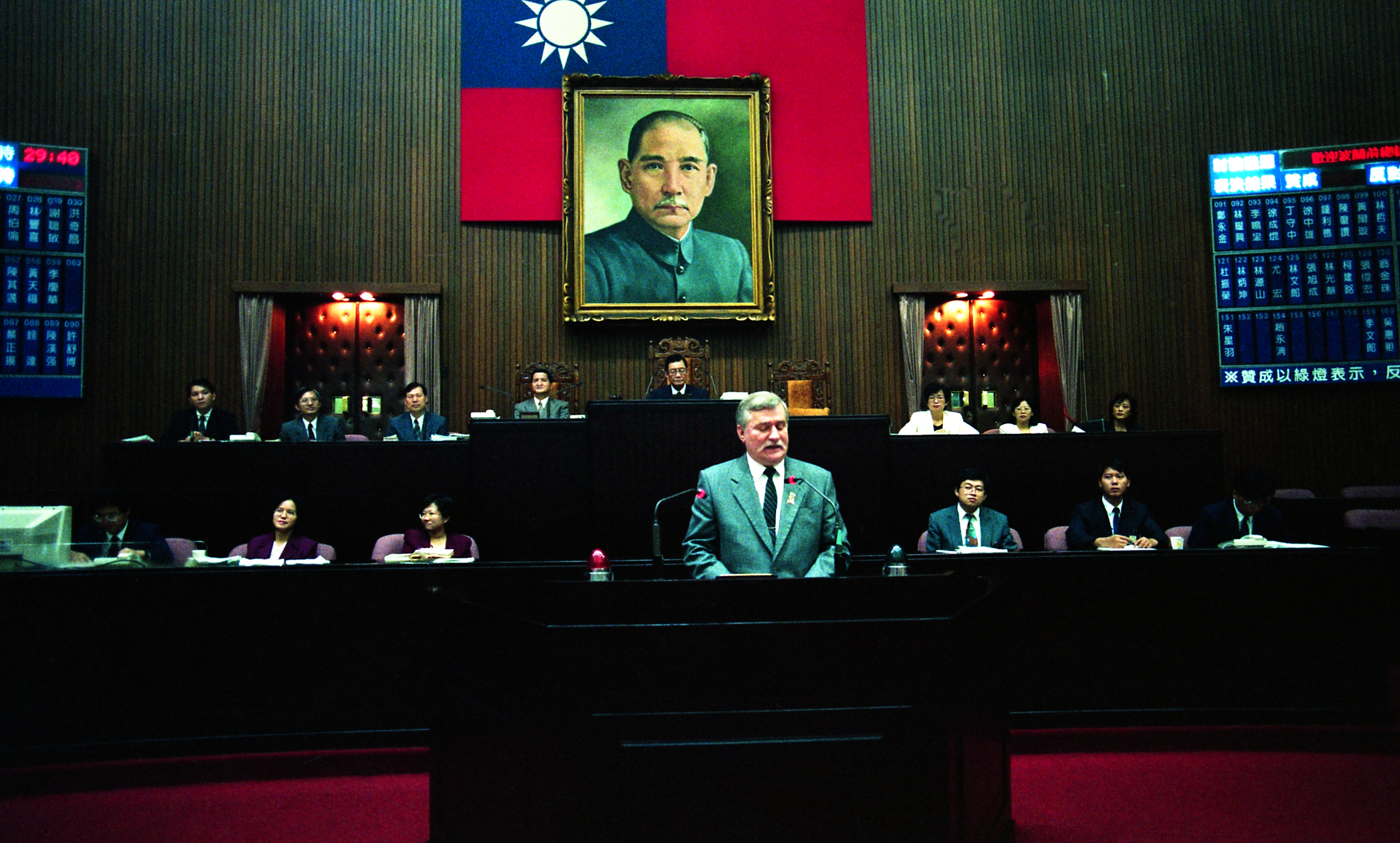
Wałęsa discursando no Yuan Legislativo de Taiwan em 1996

Depois de perder as eleições de 1995, Wałęsa anunciou que voltaria a trabalhar como eletricista no estaleiro de Gdańsk. Pouco depois, ele mudou de ideia e decidiu viajar pelo mundo em um circuito de palestras. Wałęsa desenvolveu um portfólio de três palestras ("O Impacto de uma OTAN Expandida na Segurança Global", "Democracia: A Batalha Sem Fim" e "Solidariedade: O Novo Milênio"), e as lê em universidades e eventos públicos com uma taxa de participação de cerca de £50.000 (US$ 70.000).
Em 1995, fundou o Instituto Lech Wałęsa, um grupo de reflexão com a missão de "popularizar as conquistas da Solidariedade Polonesa, educar as gerações jovens, promover a democracia e construir a sociedade civil na Polónia e em todo o mundo". Em 1997, ele fundou um novo partido, a Democracia Cristã da Terceira República Polonesa, esperando que isso o ajudasse a concorrer com sucesso em futuras eleições. A disputa de Wałęsa para a eleição presidencial de 2000 terminou com uma derrota esmagadora quando ele obteve 1,01 por cento dos votos. A sua humilhação aumentou porque Aleksander Kwaśniewski, que foi reeleito na primeira volta com 54 por cento dos votos, é um antigo membro do aparelho comunista. Wałęsa ficou em sétimo lugar nas pesquisas, após o que anunciou sua retirada da política polonesa.
Em 2006, Wałęsa deixou o Solidariedade em protesto contra o apoio do sindicato ao partido de direita no poder, Lei e Justiça, e Lech e Jarosław Kaczyński — irmãos gêmeos que haviam sido proeminentes no Solidariedade e agora serviam como presidente e primeiro-ministro do país, respectivamente. O principal ponto de desacordo foi o foco de Kaczyński em erradicar aqueles que estiveram envolvidos no regime comunista e a tentativa do seu partido de tornar públicos todos os arquivos da antiga polícia secreta comunista. Até então, apenas os membros do governo e do parlamento tinham de declarar qualquer ligação com os antigos serviços de segurança. Wałęsa e os seus apoiantes argumentaram que a chamada legislação de transparência defendida pelo governo poderia transformar-se numa caça às bruxas e que os mais de 500.000 polacos que possivelmente colaboraram com a polícia secreta comunista poderiam ser expostos.

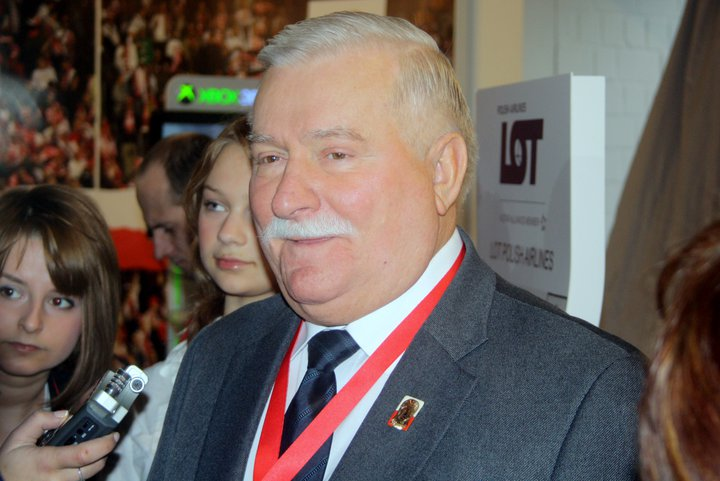
Wałęsa fala em uma feira de turismo em Berlim, 2011

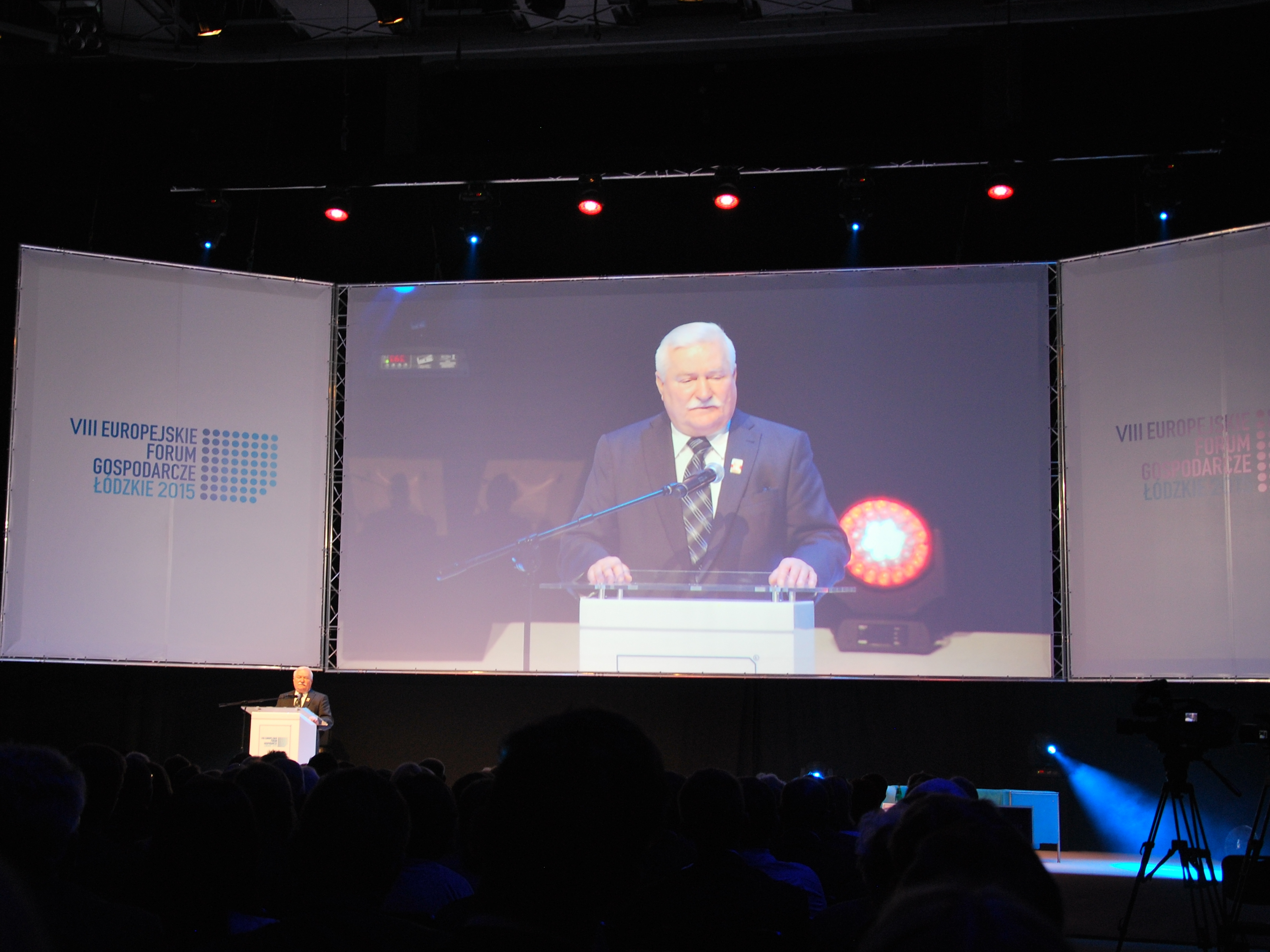
Wałęsa fala no VIII Fórum Econômico Europeu, 2015

### Ideologia política
Em 2011, Wałęsa rejeitou a Ordem de Vytautas, o Grande, da Lituânia devido às suas preocupações com o tratamento da minoria polonesa e da cultura polonesa pelo governo lituano.
Wałęsa é conhecido por sua postura conservadora em relação aos direitos LGBT. Em 2013, disse na televisão polaca: "Não desejo que esta minoria, que tolero e compreendo, se imponha à maioria". Referindo-se a Robert Biedroń, ele argumentou que, considerando que representam menos de um por cento da sociedade polonesa, os parlamentares homossexuais deveriam sentar-se "na última fileira do parlamento, ou mesmo atrás de seus muros". Após duras críticas internacionais, incluindo a decisão do Conselho de Supervisores de São Francisco de renomear a Rua Walesa como resultado dessas observações, Wałęsa pediu desculpas por seus comentários, enfatizando que "sendo um homem de antigamente, na minha opinião a orientação sexual de uma pessoa deve estar na sua esfera íntima". Ele disse que suas intenções foram “distorcidas pela mídia” e que a homossexualidade deveria ser respeitada. Nos anos seguintes, as opiniões de Wałęsa mudaram e ele expressou seu apoio à introdução do casamento entre pessoas do mesmo sexo na Polônia e se encontrou repetidamente com Biedroń, a quem chamou de "um talento" e "um futuro presidente da Polônia".
Em 2013, Wałęsa sugeriu a criação de uma união política entre a Polónia e a Alemanha. Em 2014, em uma entrevista amplamente divulgada, Wałęsa expressou sua decepção com outro ganhador do Nobel, o presidente dos EUA, Barack Obama: ele disse à CNN: "Quando ele foi eleito, havia grande esperança no mundo. Esperávamos que Obama recuperasse a liderança moral para a América, mas isso não funcionou."...em termos de política e moralidade, a América já não lidera o mundo". Wałęsa também acusou Obama de não merecer o Prêmio Nobel da Paz; durante a campanha presidencial dos EUA em 2012, ele apoiou o oponente de Obama, Mitt Romney.
Em setembro de 2015, Wałęsa, referindo-se à crise migratória na Europa, disse: "ao ver os refugiados na televisão, notei que...eles são bem alimentados, bem vestidos e talvez até sejam mais ricos do que nós...Se a Europa abrir as suas portas, em breve milhões passarão por aqui e, enquanto viverem entre nós, começarão a praticar os seus próprios costumes, incluindo a decapitação". Em agosto de 2017, dez laureados com o Prêmio Nobel da Paz, incluindo Wałęsa, instaram a Arábia Saudita a pôr fim às execuções de 14 jovens por terem participado nos protestos sauditas de 2011-2012.
Wałęsa considerou a vitória de Donald Trump nas eleições presidenciais dos Estados Unidos de 2024 como um "infortúnio" tanto para os Estados Unidos como para o mundo, sem fornecer mais explicações. Em março de 2025, ele e outros ex-prisioneiros políticos poloneses escreveram uma carta a Trump expressando seu "horror e desgosto" com sua conduta durante uma reunião contenciosa entre ele e o presidente ucraniano Volodymyr Zelenskyy, que ocorreu no contexto da ajuda americana durante a invasão russa da Ucrânia. Wałęsa apoiou ativamente a defesa da Ucrânia, apelando à OTAN para que fornecesse apoio contínuo e sugerindo que uma vitória ucraniana é fundamental para proteger a democracia.

## Wałęsa e a teoria da conspiração da polícia secreta
Apesar da decisão de 2000 de um tribunal especial de investigação ter afirmado a sua inocência, durante muitos anos houve alegações de que Wałęsa era um informador do Serviço de Segurança da República Popular da Polónia (Służba Bezpieczeństwa ou SB), os serviços de segurança comunistas, na casa dos vinte anos. No seu livro de 2002 intitulado A Revolução Polaca: Solidariedade, o historiador britânico Timothy Garton Ash escreve que Wałęsa, embora negasse veementemente ser um informador regular do Serviço de Segurança, admitiu que tinha "assinado algo" sob interrogatório na década de 1970. Em 2008, um livro escrito pelos historiadores Sławomir Cenckiewicz e Piotr Gontarczyk intitulado SB a Lech Wałęsa, Przyczynek do biografii (SB e Lech Wałęsa, Contribuição para a biografia) pretendia mostrar que Wałęsa, codinome Bolek, havia sido um agente dos serviços de segurança de 1970 a 1976.
A questão da alegada colaboração de Wałęsa com o regime comunista ressurgiu novamente em fevereiro de 2016, quando o Instituto da Memória Nacional apreendeu materiais da viúva de Czesław Kiszczak, ex-ministro do Interior, que supostamente documentavam o papel de Wałęsa como espião dos serviços de segurança. Em 2017, um estudo de caligrafia encomendado pelo Instituto de Memória Nacional (INR), controlado pelo governo, declarou que as assinaturas em vários documentos da década de 1970 pertenciam a Wałęsa. A natureza exata do relacionamento de Wałęsa com o Serviço de Segurança continua a ser uma fonte de debate acadêmico entre historiadores. Em 2018, o processo judicial do INR contra Wałęsa foi arquivado, pois a investigação concluiu: "O motivo para a descontinuação da investigação foi a constatação de que o ato acima mencionado não havia sido cometido", afirmou o comunicado, o que indicaria que Wałęsa poderia ser inocente. As alegações permanecem controversas até hoje, já que tanto oponentes quanto apoiadores de Wałęsa apresentam evidências e argumentos que se contradizem.

### Decisão do Tribunal de Lustração de 2000
Em 12 de agosto de 2000, Wałęsa, que na época estava em campanha presidencial, foi absolvido pelo Tribunal Especial de Lustração das acusações de que colaborou com os serviços secretos da era comunista e de que relatou as atividades dos seus colegas trabalhadores do estaleiro, devido à falta de provas. Os anticomunistas Piotr Naimski, um dos primeiros membros do Comitê de Defesa dos Trabalhadores que deu origem ao sindicato Solidariedade, e Antoni Macierewicz, ex-ministro do Interior de Wałęsa, testemunharam contra ele no julgamento a portas fechadas. Naimski, que disse ter testemunhado com o "coração pesado", expressou a sua desilusão pelo facto de Wałęsa "ter cometido um erro ao não se dirigir abertamente ao público e ter perdido uma oportunidade importante". Segundo Naimski, o tribunal absolveu Wałęsa por "motivos técnicos" porque não encontrou certos documentos originais — muitos dos quais tinham sido destruídos desde 1989 — que oferecessem provas suficientes de que Wałęsa estava a mentir.
Em 1992, Naimski, como chefe do Gabinete de Protecção do Estado, iniciou o processo de triagem de pessoas suspeitas de serem colaboradores comunistas na Polónia. Em junho daquele ano, ele ajudou Antoni Macierewicz a preparar uma lista de 64 membros do governo e do parlamento que foram nomeados como espiões nos registros policiais; entre eles, Wałęsa, então presidente polonês. O nome de Wałęsa foi incluído na lista após um debate interno doloroso sobre as virtudes da honestidade versus discrição política. Em resposta à publicação desta lista, o Presidente Wałęsa imediatamente ordenou a queda do primeiro-ministro Jan Olszewski e a demissão do Ministro do Interior Macierewicz. Uma comissão parlamentar concluiu mais tarde que Wałęsa não tinha assinado um acordo com a polícia secreta.
Uma lei polonesa de 1997 tornou a verificação um requisito para aqueles que buscam altos cargos públicos. Segundo a lei, não é crime ter colaborado, mas quem negar e for flagrado mentindo será banido da vida política por dez anos. A eleição presidencial de 2000 foi a primeira utilização desta lei. Apesar de ter ajudado Wałęsa a receber, em 2005, o estatuto oficial de "vítima do regime comunista" do Instituto da Memória Nacional (IPN), esta decisão judicial não convenceu muitos polacos. Em Novembro de 2009, Wałęsa processou o presidente da Polónia, Lech Kaczyński, pelas suas repetidas alegações de colaboração. Cinco meses depois, Kaczyński não convidou Wałęsa para o serviço de comemoração em Katyn, o que quase certamente salvou a vida de Wałęsa porque o avião presidencial caiu, matando todos a bordo. Em agosto de 2010, Wałęsa perdeu um caso de difamação contra Krzysztof Wyszkowski, seu antigo colega ativista, que também acusou publicamente Wałęsa de ser um agente comunista na década de 1970.

### SB e Lech Wałęsa, Uma contribuição para a biografia(2008)
A análise mais abrangente da possível colaboração de Wałęsa com a polícia secreta foi fornecida no livro de 2008 SB a Lech Wałęsa. Przyczynek do biografii [pl] (SB e Lech Wałęsa, Contribuição para a biografia). O livro foi escrito por dois historiadores do Instituto da Memória Nacional, Sławomir Cenckiewicz e Piotr Gontarczyk, e incluía documentos dos arquivos da polícia secreta que foram herdados pelo instituto. Entre os documentos estavam cartões de registro, memorandos, notas da polícia secreta e relatórios do informante.
Os autores do livro argumentam que Wałęsa, trabalhando sob o nome de código Bolek, [d] foi um informante da polícia secreta de 1970 (após ser libertado da prisão) até 1976 (antes de ser demitido do estaleiro). Segundo os autores, "ele escreveu relatórios e denunciou mais de 20 pessoas, algumas das quais foram perseguidas pela polícia comunista. Ele identificou pessoas e espionou os seus colegas de trabalho enquanto ouviam a Rádio Europa Livre, por exemplo". O livro descreve o destino de sete de suas supostas vítimas; informações sobre outras foram destruídas ou roubadas dos arquivos. Segundo eles, Wałęsa recebeu mais de 13.000 zlotys como remuneração por seus serviços do Serviço de Segurança, enquanto o salário mensal na época era de cerca de 3.500 zlotys. [e]  Os autores disseram que a atividade oposicionista na Polônia na primeira metade da década de 1970 foi mínima e o papel de Wałęsa nela foi bastante marginal. No entanto, de acordo com o livro, apesar de ter renunciado formalmente aos seus laços com o Serviço de Segurança em 1976, Wałęsa passou a ter contatos com autoridades comunistas.
Os autores também afirmam que, durante a sua presidência de 1990-1995, Wałęsa usou o seu cargo para destruir as provas da sua colaboração com a polícia secreta, removendo documentos incriminadores dos arquivos. De acordo com o livro, os historiadores descobriram que, com a ajuda da agência de inteligência do estado, Wałęsa, o Ministro do Interior Andrzej Milczanowski e outros membros da administração de Wałęsa pegaram emprestado dos arquivos os arquivos da polícia secreta que tinham conexões com Wałęsa e os devolveram com as páginas principais removidas. Quando foi descoberto na viragem de 1995/96, o inquérito do Ministério Público seguinte foi interrompido por razões políticas, apesar do caso ter atraído muita atenção pública.
Sławomir Cenckiewicz também disse que em 1983, quando Wałęsa foi indicado ao Prêmio Nobel da Paz, a polícia secreta tentou envergonhá-lo e vazou informações sobre a colaboração anterior de Wałęsa com o governo. Nessa altura, porém, Wałęsa já era tão popular que a maioria dos polacos não acreditava nos meios de comunicação social oficiais e descartava as alegações como uma manipulação das autoridades comunistas. A primeira tiragem do livro esgotou na Polônia em poucas horas. O livro recebeu cobertura substancial na mídia, provocou debate nacional e foi notado pela imprensa internacional. Wałęsa prometeu processar os autores, mas nunca o fez.

### Arquivos de Kiszczak
Em 18 de fevereiro de 2016, o INR, afiliado ao governo em Varsóvia, anunciou ter apreendido um pacote de documentos originais que alegadamente provavam que Wałęsa era um informador pago do Serviço de Segurança. Os documentos datam do período de 1970-1976; foram apreendidos na casa de um antigo ministro do Interior recentemente falecido, o General Czesław Kiszczak. A autenticidade dos documentos foi confirmada por um perito arquivístico, mas os procuradores exigiram um exame de caligrafia. Por fim, o exame solicitado concluiu que os documentos eram autênticos, o que sugere que ele era um informante pago. Wałęsa disse anteriormente que tinha assinado um documento de compromisso de informação, mas que nunca tinha agido de acordo com ele.

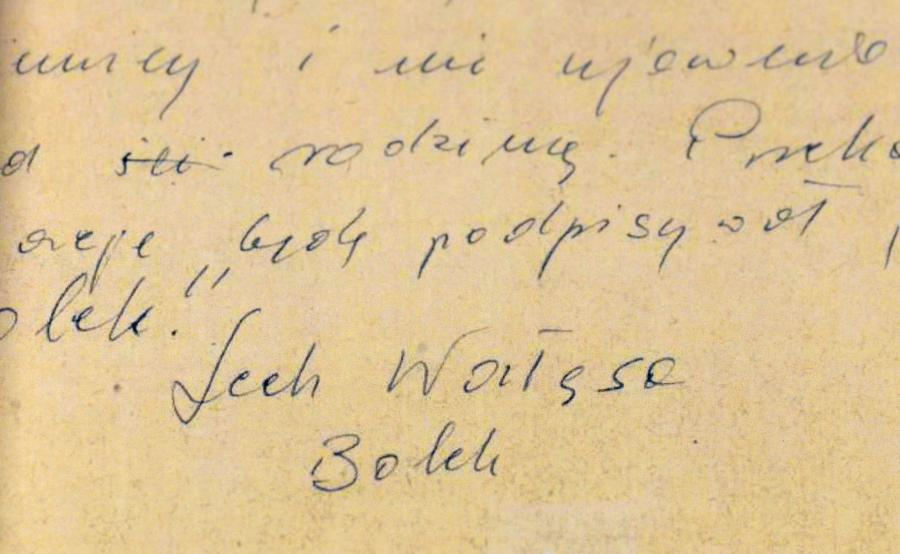
Assinatura de Lech Wałęsa-Bolek sobre o acordo de colaboração com o Serviço de Segurança dos arquivos de Kiszczak

O dossiê é composto por duas pastas. O primeiro é um "arquivo pessoal" contendo 90 páginas de documentos, incluindo um compromisso manuscrito de cooperação com o Serviço de Segurança Polonês datado de 21 de dezembro de 1970, e assinado por Lech Wałęsa – Bolek com a promessa de que nunca admitiria sua colaboração com a polícia secreta "nem mesmo para a família"; o arquivo também contém as confirmações de ter recebido fundos. O segundo é um “arquivo de trabalho” que contém 279 páginas de documentos, incluindo numerosos relatórios de Bolek sobre os seus colegas de trabalho no estaleiro de Gdansk e notas de agentes do Serviço de Segurança de reuniões com ele. De acordo com uma nota, Wałęsa concordou em colaborar por medo de perseguição após o protesto dos trabalhadores em 1970. Os documentos também mostram que, a princípio, Bolek fornecia avidamente informações sobre as opiniões e ações de seus colegas de trabalho e recebia dinheiro por essas informações, mas seu entusiasmo diminuiu e a qualidade de suas informações diminuiu até que ele foi considerado não mais valioso e a colaboração com ele foi encerrada em 1976.
O dossiê lacrado também continha uma carta, escrita à mão por Kiszczak em abril de 1996, na qual ele informa o Diretor do Arquivo Central Polonês de Registros Modernos (Archiwum Akt Nowych) sobre os arquivos anexos que documentam a colaboração de Wałęsa com o Serviço de Segurança Polonês e pede que ele não publique essas informações até cinco anos após a morte de Wałęsa. Em sua carta, Kiszczak disse que manteve os documentos fora de alcance: antes da revolução de 1989, tentando proteger a reputação de Wałęsa; e depois para garantir que eles não desaparecessem ou fossem usados por razões políticas. Esta carta e os documentos que a acompanham nunca foram enviados.
Em 16 de fevereiro de 2016, cerca de três meses após a morte de Kiszczak, a sua viúva Maria abordou o Instituto da Memória Nacional e ofereceu-se para vender os documentos aos arquivos por 90.000 zlotys (23.000 dólares). No entanto, de acordo com a lei polaca, todos os documentos da polícia política devem ser entregues ao Estado. A administração do instituto notificou o Ministério Público, que realizou uma busca policial na casa dos Kiszczaks e apreendeu todos os documentos históricos. Maria Kiszczak disse mais tarde que não tinha lido a carta do marido e que tinha "cometido um erro".

### Resposta de Wałęsa
Durante anos, Wałęsa negou veementemente ter colaborado com o Serviço de Segurança Polaco e rejeitou os ficheiros incriminadores como falsificações criadas pelo Serviço de Segurança para o comprometer. Wałęsa também nega que durante a sua presidência tenha retirado dos arquivos documentos que o incriminavam. Até 2008, ele negou ter visto o seu arquivo do Serviço de Segurança. Após a publicação do livro SB a Lech Wałęsa em 2008, ele disse que enquanto era presidente "eu peguei emprestado o arquivo, mas não removi nada dele. Vi que havia alguns documentos sobre mim e que eram claramente falsificações. Eu disse aos meus secretários para colar e selar o arquivo. Eu escrevi 'não abra' nele. Mas alguém não obedeceu, removeu os papéis, agora lançando suspeitas sobre mim." O ministro do Interior de Wałęsa, Andrzej Milczanowski, negou o encobrimento e disse que "tinha todos os direitos legais para disponibilizar esses documentos ao presidente Wałęsa" e que "nenhum documento original foi removido do arquivo", que continha apenas fotocópias.
Wałęsa ofereceu declarações contraditórias quanto à autenticidade dos documentos. Inicialmente, ele pareceu chegar perto de uma admissão, dizendo em 1992: "em dezembro de 1970, assinei três ou quatro documentos" para escapar da polícia secreta. Em sua autobiografia de 1987, A Way of Hope, Wałęsa disse: "Também é verdade que eu não havia deixado aquele conflito completamente puro. Eles me deram uma condição: assinar! E então eu assinei." Ele negou ter agido de acordo com o acordo de colaboração. No entanto, nos seus últimos anos, Wałęsa disse que todos os documentos eram falsificações e disse à BBC em 2008: "você não encontrará nenhuma assinatura minha concordando em colaborar em lugar nenhum".
Em 2009, após a publicação de outra biografia que o ligava à polícia secreta (Lech Wałęsa: Ideia e História de Pawel Zyzak), Wałęsa ameaçou deixar a Polónia se os historiadores continuassem a questionar o seu passado. Ele disse que antes de revelar tais informações “um historiador deve decidir se isso serve à Polónia”. Depois de as acusações contra ele terem ressurgido com a descoberta do dossiê Kiszczak em 16 de fevereiro de 2016, Wałęsa chamou os arquivos de "mentiras, calúnias e falsificações", e disse que "nunca aceitou dinheiro e nunca fez qualquer relatório falado ou escrito sobre ninguém". Ele disse sobre o público polonês, que estava prestes a acreditar nas acusações: "vocês me traíram, não eu a vocês", e "fui eu quem conduziu com segurança a Polônia a uma vitória completa sobre o comunismo". Em 20 de fevereiro de 2016, Wałęsa escreveu em seu blog que um policial secreto implorou que ele assinasse os documentos financeiros na década de 1970 porque o policial havia perdido dinheiro que lhe foi confiado para comprar um veículo. Wałęsa apelou ao oficial para que se apresentasse e o inocentasse das acusações.

## Vida pessoal
Em 8 de novembro de 1969, Wałęsa casou-se com Mirosława Danuta Gołoś, que trabalhava em uma floricultura perto do Estaleiro Lenin, onde Wałęsa trabalhava. Logo após o casamento, ela começou a usar seu nome do meio com mais frequência do que seu primeiro nome, a pedido de Lech. O casal teve oito filhos; Bogdan (nascido em 1970), Sławomir (1972–2025), Przemysław (1974–2017), Jarosław (nascido em 1976), Magdalena (nascida em 1979), Anna (nascida em 1980), Maria-Wiktoria (nascida em 1982) e Brygida (nascida em 1985). Desde 2016 , Anna dirige o escritório do seu pai em Gdańsk e Jarosław é um deputado europeu.
Em 2008, Wałęsa foi submetido à colocação de um stent na artéria coronária e à implantação de um marcapasso cardíaco no Hospital Metodista de Houston, em Houston, Texas. Ele foi submetido a uma operação cardíaca em 2021. Em janeiro de 2022, Wałęsa testou positivo para COVID-19. Ele disse que recebeu três doses da vacina contra a COVID-19.

## Honras

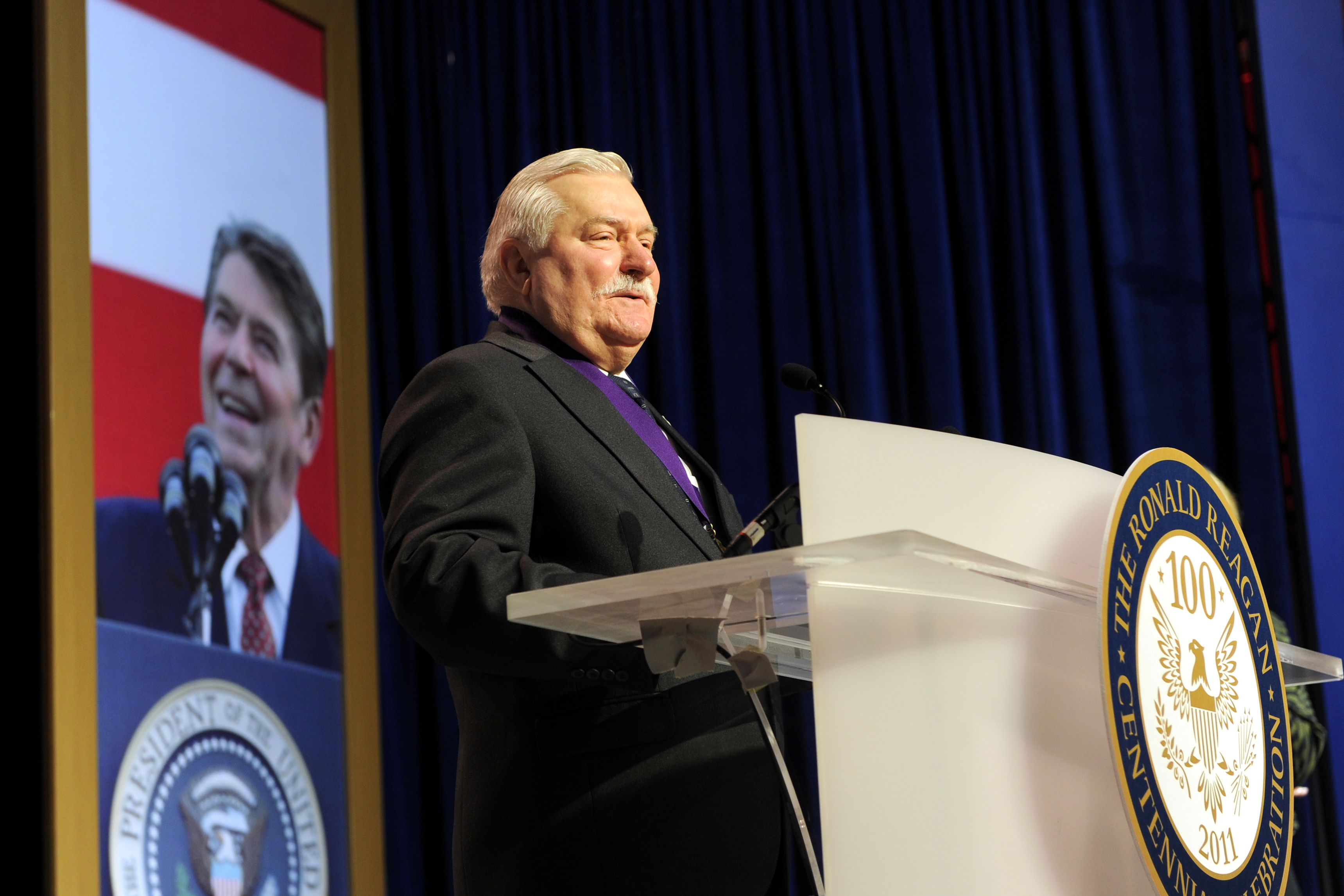
Wałęsa recebendo o Prêmio Ronald Reagan da Liberdade, 2011

Em 1983, Wałęsa recebeu o Prêmio Nobel da Paz. Desde então, recebeu mais de 30 condecorações estatais e mais de 50 prémios de 30 países, incluindo a Ordem do Banho (Reino Unido), a Ordem do Mérito (Alemanha), a Legião de Honra (França) e o Prêmio Europeu dos Direitos Humanos (UE, 1989). Em 14 de julho de 1994, ele foi homenageado com a Ordem do Estado da República da Turquia, que é a mais alta ordem estatal concedida a cidadãos estrangeiros pelo Presidente da Turquia. Em 2011, ele recusou-se a aceitar a mais alta ordem lituana, alegando seu descontentamento com a política da Lituânia em relação à diáspora polonesa. Em 2008, ele criou o Prêmio Lech Wałęsa [pl].
Em 2004, o Aeroporto Internacional de Gdańsk foi oficialmente renomeado como Aeroporto Gdańsk Lech Wałęsa e a assinatura de Wałęsa foi incorporada ao logotipo do aeroporto. Um salão universitário na Northeastern Illinois University (Chicago), seis ruas e cinco escolas no Canadá, França, Suécia e Polônia também receberam o nome de Lech Wałęsa
Wałęsa foi nomeado Homem do Ano pela revista Time (1981), Financial Times (1980), Saudi Gazette (1989) e outros 12 jornais e revistas. Ele foi agraciado com mais de 45 doutorados honorários por universidades ao redor do mundo, incluindo a Universidade de Harvard e a Sorbonne. Ele foi nomeado faixa preta honorária de caratê pela Federação Internacional de Caratê Tradicional. Wałęsa também é cidadão honorário de mais de 30 cidades, incluindo Londres, Buffalo e Turim.
Nos Estados Unidos, Wałęsa foi o primeiro a receber a Medalha da Liberdade, em 1989. Nesse ano, ele também recebeu a Medalha Presidencial da Liberdade e se tornou o primeiro não-chefe de Estado a discursar em uma reunião conjunta do Congresso dos Estados Unidos. Em 2000, Wałęsa recebeu o Prêmio Golden Plate da Academia Americana de Conquistas. Wałęsa representou simbolicamente a Europa ao carregar a bandeira olímpica na cerimônia de abertura dos Jogos Olímpicos de Inverno de 2002. Em 2004, representou dez países recentemente aderentes à UE durante a cerimónia oficial de adesão em Estrasburgo. Em 1993, a autoridade heráldica do Reino da Suécia atribuiu a Wałęsa um brasão pessoal por ocasião de sua admissão na Ordem Real dos Serafins.

## Referências culturais

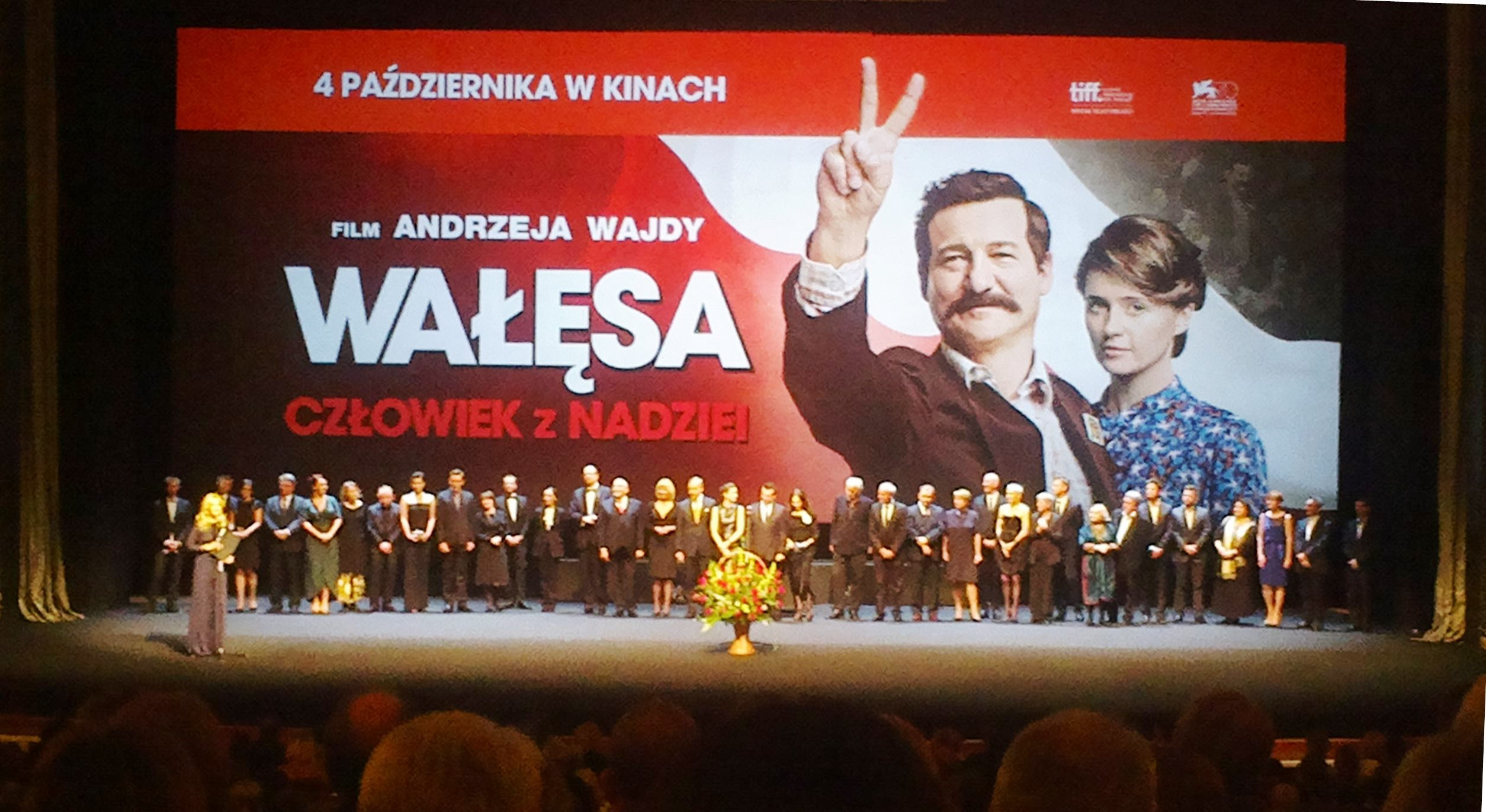
Estreia de Walesa em Varsóvia, 2013